# Национални парк Огњена Земља
Огњена Земља (шп. Parque Nacional Tierra del Fuego) је национални парк у Аргентини. Добио је име по провинцији Огњена Земља, једној од 23 провинције у Аргентини. Смештен је 11 км западно од града Ушуаја.

## Карактеристике
Парк је основан 15. октобра 1960. и проширен 1966. године. Данас, парк има укупну површину од 630 км ². Овај парк је најјужнији национални парк на планети. Према Међународној унији за заштиту природе класификован је у категорију II.
Парк се налази у клими умереног појаса, који се карактерише честим падавинама, маглом и јаким ветровима. Главни правац ветра је западни. Просечна годишња количина падавина је 700 mm. Просечна температура током лета је 10 °C, а зими - око 0 °C.